# Мессерер, Суламифь Михайловна
Сулами́фь Миха́йловна Мессере́р (Мешойрер) (27 августа 1908, Москва — 3 июня 2004, Лондон) — советская балерина и балетный педагог, пловчиха. Сестра Асафа Мессерера и Рахили Мессерер, мать Михаила Мессерера, тётя и приёмная мать Майи Плисецкой. Народная артистка РСФСР (1962).

## Биография
Родилась в семье зубного врача Менделя Берковича Месерера (позже Михаила Борисовича Мессерера, 1866—1942) и Шимы Мовшевны (позже Симы Моисеевны) Шабад (1870—1929). Отец происходил из Долгиново, мать — из Антоколя.
Отец Суламифи знал 8 иностранных языков. Он получил диплом зубного врача в Харькове и в 1904 году вместе с женой и детьми смог уехать из черты оседлости в Москву. Братья и сёстры, как и сама Суламифь, были названы редкими именами: Моисей, Азарий, Маттаний, Асаф, Аммидав, Пнина, Рахиль, Элишева. В семье девочку часто называли Митой из-за того, что именем «Суламита» называла её няня.
Зимой 1920 года Рахиль Мессерер отвела одиннадцатилетнюю Суламифь в Балетную школу Большого театра. Рахиль за ночь перед просмотром будущих учеников сшила из марли балетную пачку для сестры — чтобы та больше соответствовала образу. Пробы проходили по Пушечной улице, 2, где располагалась школа Большого театра. В комиссии были Александр Горский, Василий Тихомиров, Иван Смольцов. Суламифь Мессерер, возможно из-за возраста, определили в третий класс к Вере Ильиничне Мосоловой. Мосолова была строгой учительницей. В своей квартире часто проводила частные занятия, за которые ученики расплачивались дровами. Два полена необходимо было заплатить за отработку арабеска, пируэт стоит четыре полена. Возможно, дрова как способ оплаты были выбраны не случайно — в квартире была огромная печка, которая хорошо отапливалась, и дети занимались в нормальных условиях. Вместо станка использовали спинки стульев. Вера Мосолова делилась с детьми во время занятий своими представлениями о том, какой должна быть балерина Большого театра. Постепенно Суламифь стала одной из любимых учениц Мосоловой благодаря своему трудолюбию, и если на первых занятиях она называла её «девочкой со странным именем», то затем стала звать Митой.
Суламифь Мессерер впервые вышла на сцену в 1921—1922 годах, когда для проведения балетного представления понадобились дети. В этот же период у неё был эпизодичный выход на сцену в спектакле с Екатериной Гельцер. В четырнадцатилетнем возрасте танцевала партию Амура в «Дон-Кихоте». Вместе с Суламифью учились будущие солисты Александр Царман, Тамара Ткаченко, Вера Васильева.
В 1926 году окончила Московское хореографическое училище, где её педагогами были В. Мосолова и В. Тихомиров, совершенствовалась у Е. Гердт.
После окончания балетной школы, выпускники обычно начинали работать в кордебалете. Но вначале для Суламифи и её одногруппников вакансий не было и их стали приглашать на «разовые» роли, за которые шла сдельная оплата. Такие выступления становились востребованными, и иногда балерине приходилось выступать раз 8 за вечер. Оплата не всегда была деньгами — иногда расплачивались едой или обувью. Суламифь Мессерер обладала хорошей памятью и часто во время просмотра номеров запоминала чужие партии. Однажды срочно понадобилась замена солистке, которая заболела перед началом спектакля. Заменить её вызвалась Суламифь, станцевав па-де-труа. Постепенно Суламифь Мессерер стала заменять других балерин, которые по причине болезни не могли выходить на сцену, а никто больше не решался выступать без подготовки. Когда перед третьим актом «Лебединого озера» Горского нужно было танцевать 6 партий невест, а пришло лишь 5 балерин, Суламифь опять исполнила чужую партию без всякой подготовки. Такая фотографическая память, технические навыки и смелость стали причинами, по которым Суламифь перевели в солистки.
Солисткой балета Большого театра Суламифь Мессерер была в 1926—1950 годах, стала известна как исполнительница разноплановых партий, обладала виртуозной техникой и темпераментом.
Первым мужем Суламифи Мессерер стал Борис Кузнецов. Свадьба состоялась в 1930 году. 30 декабря 1932 года начались первые зарубежные гастроли Суламифи вместе с братом Асафом Мессерером. Вначале они поехали в Ригу и на открытии своей программы показали па-де-де из «Дон Кихота». Асаф демонстрировал зрителям двойные туры, Суламифь делала 32 двойных фуэте подряд. В одном из номеров балерина допустила ошибку, выпустив обруч из рук вверх, и он взлетел над сценой. Затем она ловко поймала его. Номер понравился зрителям, и Суламифь решила оставить это движение в танце. Затем брат и сестра Мессерер получили приглашение выступить в Стокгольме в Королевской Опере. На одно из их выступлений пришёл посмотреть король Густав Пятый. В 1933 году они выступали в Дании и Германии. 15 марта 1933 года состоялся концерт в Париже.
Во Франции Суламифь Мессерер посетила студию балета, которую открыла бывшая балерина Мариинского театра Алиса Францевна Вронская, жившая в Париже после переезда из России. Она взяла у балерины несколько уроков, и отмечала, что именно в студии у Алисы Вронской ей понравилось больше всего, хотя они с Асафом посетили несколько частных школ известных балерин. У Вронской вместе с Мессерер в это время занимался Иван Хлюстин. Они танцевали танец, который когда-то исполняла балерина Анна Павлова.
По дороге во Францию Мессереры повидались во Франкфурте с родственниками их отца, которые там жили. 18 марта 1933 года состоялся концерт в театре Курфюрстендам. Затем были концерты в Париже и Амстердаме. Длительность гастролей составила 4 месяца.
В новом спектакле «Пламя Парижа» в Москве балерине выделили центральную балетную партию девушки Жанны. Вскоре после премьеры, она была награждена Сталинской премией. В 1935 году стала первой исполнительницей главной роли в балете «Три толстяка». В «Спящей красавице» Суламифь исполнила партию Авроры, в «Лебедином озере» — «Одетту-Одиллию», Машу — в «Щелкунчике». 15 января 1936 года состоялся вечер семьи Мессерер, в котором участвовала и Суламифь. Начало было в полночь. Людей, желающих посмотреть на выступления артистов Мессерер, было так много, что конная милиция патрулировала входы и площадь, на которой находилось здание 2-го МХАТа.
В марте 1938 года сестру Суламифи — Рахиль Мессерер-Плисецкую арестовали. До этого был произведён арест её мужа Михаила Плисецкого. Суламифь взяла к себе жить племянницу Майю Плисецкую, чтобы её не отдали в детский дом для детей изменников Родины. Когда Майе было 4 года, Суламифь отвела её на детский балет «Красная шапочка». После возвращения домой маленькая Майя станцевала партии всех главных героев. Когда Майе Плисецкой исполнилось 7 лет и 8 месяцев, Суламифь отвела её в хореографическое училище Большого театра на вступительный экзамен. Там Плисецкая продемонстрировала хорошие природные способности, но члены приёмной комиссии сомневались, можно ли принимать ребёнка, которому ещё нет 8 лет, потому что это являлось нарушением школьных правил. Суламифь Мессерер не хотела, чтобы племянница теряла целый год и убедила преподавателей принять её. В 1938 году Суламифь официально удочерила Майю Плисецкую, потому что органы опеки хотели отдать её в детский дом для детей врагов народа. Суламифь Мессерер поставила Майе танец «Умирающего лебедя», когда той исполнилось 14 лет. Она хотела, чтобы в танце была видна красота рук племянницы и её пластичность и придумала выход спиной к публике.
В 1944 году гастролировала в Иране. С 1960 года преподавала в Московском хореографическом училище, затем в Токийской балетной школе, труппе «Токио-балле». Содействовала становлению японской балетной школы.
7 февраля 1980 года во время гастролей Большого театра в Японии вместе с сыном попросила политического убежища в посольстве Великобритании. С 1980 года — в эмиграции в Великобритании, педагог-репетитор театра Ковент-Гарден.
Автор книги «Фрагменты воспоминаний», оконченной в последний год жизни и изданной сыном в 2005 году.
Скончалась 3 июня 2004 года в Лондоне (Великобритания). Похоронена на кладбище Ганнерсбери (Лондон).

## Семья
Муж — артист цирка (мото- и автогонщик по вертикальной стене), инженер Григорий Эммануилович Левитин (1900–1966), основатель советской школы фигурно-акробатической езды по вертикальной стене, выступал с аттракционом «Автомотогонки на вертикальной стене» в ЦПКиО имени Горького.
- Сын — Михаил Григорьевич Мессерер (род. 1948), артист Большого театра, педагог-балетмейстер, главный балетмейстер Михайловского театра[10].

## Спортивные достижения
Занималась плаванием. В 1928 году на Всесоюзной спартакиаде (которая одновременно была и чемпионатом СССР по плаванию) стала двукратной чемпионкой. Результаты:
- 50 м вольным стилем — 1-е место — 37,2
- 100 м вольным стилем — 3-е место — 1.26,8
- 4×100 м вольным стилем — 1-е место (в составе сборной Москвы) — 5.55,9 (рекорд СССР)

## Признание и награды
- Народная артистка РСФСР (1962).
- Награждена орденом Дружбы народов (25.05.1976)[12] и двумя орденами «Знак Почёта» (04.06.1937 — за выдающиеся заслуги в деле развития оперного и балетного искусства, 27.05.1951[13]).
- В 1947 году была удостоена Сталинской премии первой степени за исполнение партии Жанны в спектакле «Пламя Парижа».
- Офицер Ордена Британской империи (OBE) (2000)

### Фильмография
- 2003 — «Суламифь Мессерер. Я хочу рассказать…»  — документальный фильм, 2003 г., 39 мин., режиссёр Никита Тихонов